# Garjanhal, Kushtagi
Garjanhal là một làng thuộc tehsil Kushtagi, huyện Koppal, bang Karnataka, Ấn Độ.